# Teatro Gran Rex
Il Teatro Gran Rex è un teatro sito nel barrio di Avenida Corrientes nella capitale dell'Argentina Buenos Aires.

## Storia

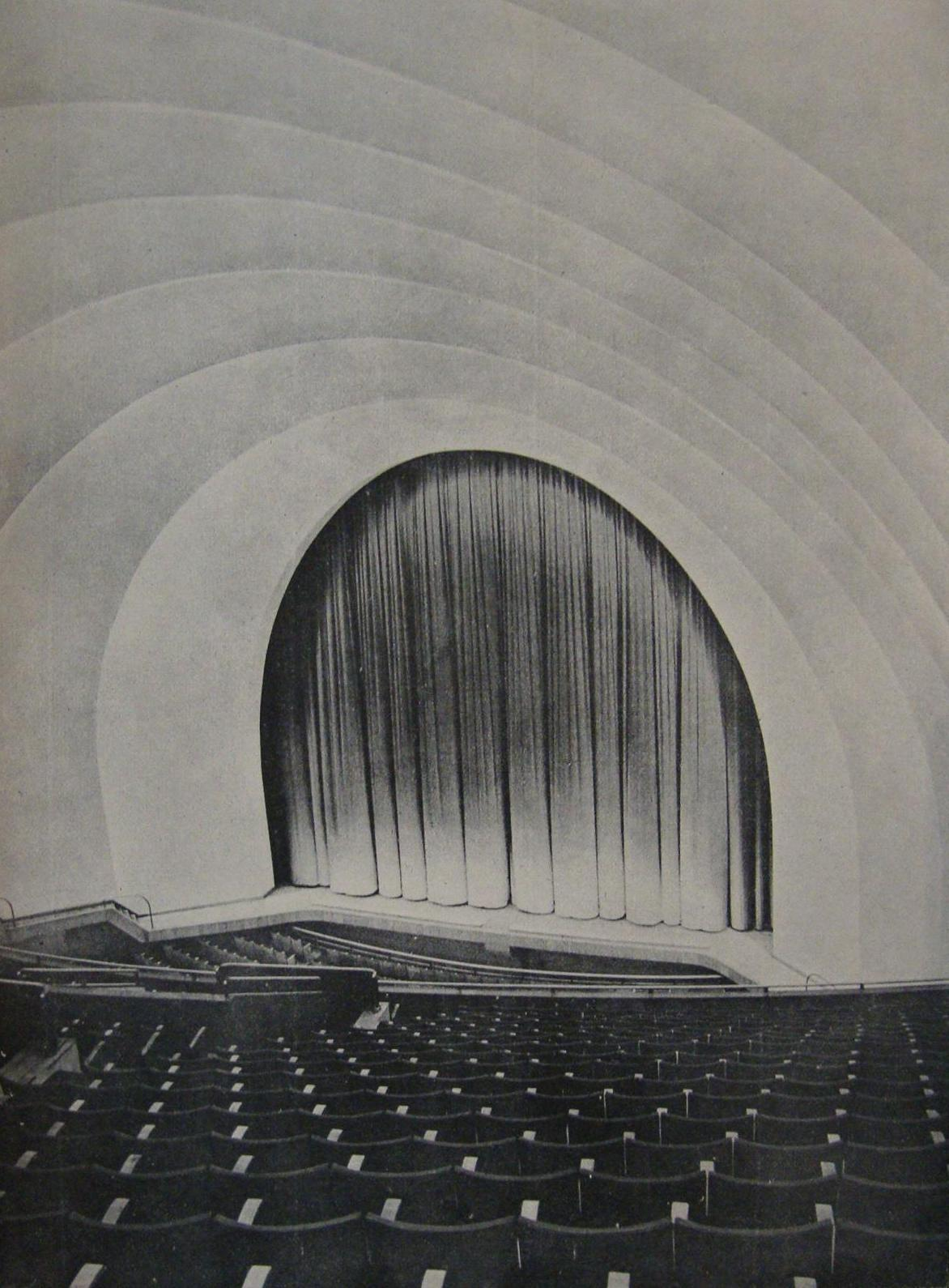
La sala del teatro nel 1937.

Il teatro è stato aperto l'8 luglio 1937, dopo sette mesi di lavori, è stato architettato da Alberto Prebisch dall'ingegnere Adolfo Moret. L'edificio è di proprietà di Cordero, Cavallo e Lautaret S.A.
Originariamente, disponeva solamente di un bar nei tre piani, un luogo dove poter giocare a bowling e biliardo al piano seminterrato e altoparlanti all'ingresso che permetteva di raggiungere facilmente la propria auto parcheggiata nelle vicinanze del teatro.

### Ospiti
Il teatro ospita vari spettacoli di cantanti, spettacoli teatrali e opere tratte da serie televisive. Tra gli altri, sono stati ospiti al Gran Rex: Michael Bublé, Muse, Coldplay, Julio Iglesias, il cast di Niní, e vari spettacoli di alcune telenovele di Cris Morena tra cui: il cast di Chiquititas, gli Erreway con il cast di Rebelde Way, i Teen Angels con il cast di Casi Angeles, il cast di Aliados e il cast di Floricienta.